# Аносов, Михаил Дмитриевич
Михаил Дмитриевич Аносов (11 октября 1946, село Лисогорка, тогда Кодымского района Одесской области — 5 сентября 2016) — председатель Каменец-Подольского городского совета (1990—1994) и исполкома (1991—1994). Секретарь Каменец-Подольского городского совета (2006—2010). В январе — июне 2008 года — исполняющий обязанности городского головы Каменец-Подольского.

## Биография
В 1953—1961 годах учился в Лысогорской восьмилетней школе, в 1961—1964 годах — в Кодымской средней школе № 1. Окончил физический факультет Одесского университета (учился в 1964—1969 годах; по специальности физик-теоретик). В ноябре 1972 году закончил аспирантуру Одесского университета. Кандидат физико-математических наук. Кандидатская диссертация «Общая теория магнитного резонанса в сильных периодических магнитных полях» (защитил в июне 1981 года).
В 1973—1981 годах — преподаватель Каменец-Подольского высшего военно-инженерного училища, с 1981 года — доцент, заведующий кафедрой физики, заместитель секретаря парткома Каменец-Подольского педагогического института (ныне Каменец-Подольский национальный университет).
В январе 1990 года Аносов, Владимир Лобашев, некоторые другие преподаватели пединститута установили контакты с Каменец-Подольской горрайонной организацией Народного движения Украины, вошедших в блок независимых демократических кандидатов. Аносов — один из авторов проекта платформы блока (опубликовано 10 февраля 1990). 4 марта 1990 Аносов избран депутатом Каменец-Подольского городского совета 1-го (21-го) созыва (был единственным кандидатом на округе).
Блок демократических депутатов (с подачи художника, одного из лидеров местных руховцев Анатолия Лучка) пришел к выводу, что Аносов -— оптимальный кандидат от демократического блока на должность председателя городского совета. 2 апреля 1990 на первой сессии горсовета Аносова на альтернативной основе избран председателем совета. С 5 кандидатов двое (директора Василий Ширко, Леонид Дьяконов) сняли кандидатуры. Минимум для избрания председателя составил 40 голосов. Итоги первого тура: Аносов — 39, первый секретарь горкома КПУ Иван Гермаковский — 31, начальник молодёжного центра ПО «Электроприбор» Игорь Земсков — 5 голосов «за». Альянс демократического блока со сторонниками Земскова позволил Аносову во втором туре победить Гермаковского (41:34). Взамен Аносов безальтернативно предложил на должность заместителя председателя совета Земскова (избран 42 голоса «за»).
В мае 1990 года Аносова избран делегатом XXVIII съезда КПУ: участвовал в работе первого этапа (июнь 1990 года). Стал на позицию Демократической платформы Украины. 3 сентября 1990 на собрании партийной организации физико-математического факультета педагогического института Аносова исключен из КПСС.
16 января 1991 на четвёртой сессии городского совета Аносову предоставлено (в соответствии с изменениями в законодательстве) полномочия и председателя исполкома.
Был членом Партии демократического возрождения Украины. Председатель Каменец-Подольского общества породненных городов (от 1994).
После июля 1994 года вернулся в Каменец-Подольский педагогический институт (ныне — Каменец-Подольский национальный университет) на должность доцента кафедры физики.
27 июня 2001 года Каменец-Подольский городской совет наградил Аносова отличительным знаком «Честь и слава».
Председатель городской организации ВО «Батькивщина» (с 4 октября 2005 года). Руководитель городского избирательного штаба «Блока Юлии Тимошенко» (2006 года).
В 2006 году Михаила Аносова во второй раз избрали депутатом Каменец-Подольского городского совета, а на организационной сессии — секретарём городского совета. После отъезда в январе 2008 года городского главы Александр Мазурчака на постоянную работу в Киев, Михаил Аносов до 5 июня 2008 года исполнял обязанности городского главы Каменец-Подольского.
1 сентября 2010 года вернулся к преподавательской работе. Работал на кафедре физики Каменец-Подольского национального университета. Преподавал теоретическую физику, а именно курсы статистической физики и термодинамики.
Умер 5 сентября 2016 года.